# Sonata per pianoforte n. 19 (Beethoven)
Composta nel 1797-98, la sonata per pianoforte n. 19 venne pubblicata nel 1805 insieme alla sonata in Sol maggiore, condividendo con essa il numero d'opera 49 e la denominazione sonata facile.
Stampatore di entrambe le composizioni fu il Bureau des arts et de l'industrie.

## Struttura
La sonata è composta da due soli movimenti (esattamente come l'appena citata Op. 49 n. 2):
1. Andante
2. Rondò: Allegro (in Sol maggiore)

## Analisi del Primo movimento
Il Primo movimento della sonata è in tempo due quarti nella tonalità di base di sol minore. La struttura formale è quella della forma-sonata: Esposizione – Sviluppo – Ripresa.

L'Esposizione (misure 1 – 34) è basata su due temi e una codetta. Il Primo tema (misure 1- 16) è nella tonalità di base (sol minore) e non è molto ricco di significato soprattutto in considerazione del fatto che nello svolgimento non ha nessuna importanza. Tutta l'esposizione di questo primo tema consiste in due classiche frasi di 8 misure (una la ripetizione più o meno dell'altra) con una cadenza sulla dominante maggiore (cadenza sospesa - re maggiore) alla fine della prima fase. [batt. 1 – 9]
La seconda frase inizia sempre alla tonica (sol minore) ma verso la fine modula al fa (sensibile). Questo ambiente tonale è interpretato come la dominante della dominante: infatti il secondo tema è esposto nella tonalità di si bemolle maggiore (relativa maggiore della tonica) di cui il fa è la dominante.

Il Secondo tema (misure 17 - 20), marcato “dolce”, e ”di breve respiro”, consiste in un inciso di due misure ripetuto una ottava sopra. L'ambiente tonale è quello della relativa maggiore (si bemolle maggiore). Questo secondo tema è senz'altro più importante del primo visto che dà vita allo sviluppo. [bat. 17 – 20]
Una codetta di 14 misure chiude l'esposizione. Le ultime cinque misure di questa fase sono dedicate alla semplice ripetizione dell'inciso del secondo tema; un accorgimento che ha lo scopo di preparare adeguatamente l'inizio dello sviluppo successivo.

Lo Sviluppo (misure 1 – 34) inizia ”fragorosamente” sull'inciso del secondo tema con un movimento verso la sopradominante (mi bemolle maggiore) raggiunta dopo 6 misure. [batt. 35 – 40]
L'elaborazione prosegue con del materiale nuovo basato su classiche fioriture. Più volte si ripresenta l'inciso (in tutto nello sviluppo compare cinque volte). Alla fine questa sezione si conclude (secondo la norma) con un pedale di dominante (re maggiore) per preparare il rientro del primo tema alla tonica. [batt. 56 – 67]
La Ripresa inizia con la riesposizione integrale della prima frase del primo tema (misure 66 -73). Nella ripetizione (misure 74 – 81) il tema viene spostato al basso mentre la mano destra realizza un nuovo contrappunto. Il secondo tema, che compare subito dopo, è ora realizzato (secondo le norme) sull'armonia della tonica (sol minore).[batt. 74 – 83]
Viene ripreso il materiale della codetta dell'Esposizione (da misura 86), ma subito trasformato in una nuova coda (coda finale del movimento). Anche in questa fase Beethoven trasferisce l'inciso del secondo tema al basso. Quindi otto misure in pianissimo chiude il movimento su un pedale di tonica.

### Schema riassuntivo
| Parte       | Sezione                                      | Sottosezione                                                | Grado                              | Tonalità                  | Battute: da-a |
| ----------- | -------------------------------------------- | ----------------------------------------------------------- | ---------------------------------- | ------------------------- | ------------- |
| Esposizione | Tema principale                              | Prima frase                                                 | I (tonica) => V (dominante)        | sol minore => re maggiore | 1– 9          |
| Esposizione | Tema principale                              | Seconda frase                                               | I (tonica) => VII (sensibile)      | sol minore => fa maggiore | 10 – 16       |
| Esposizione | Secondo tema e codetta                       | Prima esposizione del tema (breve inciso di due battute)    | III (mediante – relativa maggiore) | si b magg.                | 17 - 18       |
| Esposizione | Secondo tema e codetta                       | Ripetizione (una ottava sopra) dell’inciso del secondo tema | III (mediante – relativa maggiore) | si b magg.                | 19 - 20       |
| Esposizione | Secondo tema e codetta                       | Codetta dell’esposizione sul secondo tema                   | III (mediante – relativa maggiore) | si b magg.                | 21 - 34       |
| Sviluppo    | Inciso del secondo tema                      |                                                             | I (tonica) => VI (sopradominante)  | sol minore => mi b magg.  | 35 - 40       |
| Sviluppo    | Fase centrale dello sviluppo                 |                                                             | VI (sopradominante)                | mi b magg.                | 41 - 55       |
| Sviluppo    | Codetta dello sviluppo (pedale di dominante) |                                                             | V (dominante)                      | re magg.                  | 56 - 65       |
| Ripresa     | Tema principale                              | Prima frase                                                 | I (tonica) => V (dominante)        | sol minore => re maggiore | 66 - 73       |
| Ripresa     | Tema principale                              | Seconda frase                                               | I (tonica)                         | sol minore                | 74 - 81       |
| Ripresa     | Secondo tema e coda finale                   | Prima esposizione del tema (breve inciso di due battute)    | I (tonica)                         | sol minore                | 82 - 83       |
| Ripresa     | Secondo tema e coda finale                   | Ripetizione (una ottava sopra) dell’inciso del secondo tema | I (tonica)                         | sol minore                | 84 - 85       |
| Ripresa     | Secondo tema e coda finale                   | Coda finale                                                 | I (tonica)                         | sol minore                | 86 - 112      |

## Analisi del Secondo movimento
Il Secondo movimento della sonata è in tempo sei ottavi nella tonalità di base di sol maggiore. La struttura formale è quella del Rondò con una elaborata sezione centrale. In questo movimento possiamo individuare le seguenti sezioni:
- una prima “esposizione” del rondò con due temi;
- una “parte centrale” con un terzo tema;
- una “ripresa” dove vengono riesposti i temi iniziali;
- uno “sviluppo secondario” prima sul primo tema e poi sul tema centrale;
- una “coda finale” sul tema principale del rondò.

I temi del Rondò sono due. Il primo, in sol maggiore, si presenta con due frasi di quattro misure ciascuna; la prima cadenza sulla dominante, la seconda ritorna alla tonica. [batt. 1-9] 
Una codetta di 8 misure (da battuta 9 a battuta 17) con due cadenze, la prima sulla settima di dominante (re maggiore settima a battuta 13) e la seconda sulla tonica, chiude il primo tema. Il secondo tema del Rondò è una frase discendente che inizialmente viene presentata all'unisono tra le due mani e poi prosegue con un accompagnamento di sestine di semicrome. L'ambiente tonale è sol minore che poi viene ulteriormente cambiato in si bemolle maggiore (a misura 20 c'è anche un cambio dell'armatura di chiave). [batt. 17-24]
Nella parte centrale (che inizia a misura 33) un terzo tema di 8 misure viene presentato in si bemolle maggiore (con cadenze sul fa – dominante di si). [batt. 33-41]
Questo tema viene ripetuto con una seconda frase (misure 41 – 49) che cadenza sul si bemolle maggiore. La coda (o conclusione) di questa parte centrale consiste in un ulteriore ”sviluppo di transizione” di quattro misure seguito da una ripresa abbreviata (altre 4 misure) del tema sempre in si bemolle maggiore. [batt. 49-57]
Queste 8 misure vengono ripetute, dopodiché vengono ripresi i temi principali del Rondò ma con ordine invertito. Inizia il secondo tema con la frase all'unisono in sol minore e quindi con l'accompagnamento delle sestine (misure 65 – 79). A misura 80 compare brevemente il primo tema in sol minore e quindi (con un cambio delle chiavi in armatura) in sol maggiore in modo simmetrico rispetto alla prima esposizione. Uno ”sviluppo secondario” ci presenta prima il primo tema (8 misure da 97 a 104) e poi una ripetizione della parte centrale trasportata nella tonalità di sol maggiore. A misura 135 inizia la coda finale di 30 misure basata sul primo tema.

### Schema riassuntivo
| Parte                          | Sezione                            | Sottosezione                        | Grado                                                        | Tonalità                    | Battute: da-a |
| ------------------------------ | ---------------------------------- | ----------------------------------- | ------------------------------------------------------------ | --------------------------- | ------------- |
| Esposizione dei temi del Rondò | Primo tema                         | Prima frase                         | I (tonica) => V (dominante)                                  | sol maggiore => re maggiore | 1 – 5         |
| Esposizione dei temi del Rondò | Primo tema                         | Seconda frase                       | I (tonica)                                                   | sol maggiore                | 5 - 9         |
| Esposizione dei temi del Rondò | Primo tema                         | Codetta                             | I (tonica)                                                   | sol maggiore                | 9 - 17        |
| Esposizione dei temi del Rondò | Secondo tema                       | Tema all'unisono                    | I (tonica minore)                                            | sol minore                  | 17 - 20       |
| Esposizione dei temi del Rondò | Secondo tema                       | Tema con accompagnamento di sestine | I (tonica minore)                                            | sol minore                  | 21 - 26       |
| Esposizione dei temi del Rondò | Secondo tema                       | Ripetizione del tema                | III (mediante – relativa maggiore)                           | si b magg.                  | 27 - 32       |
| Parte centrale                 | Prima frase del terzo tema         |                                     | III (mediante) => VII (sensibile – dominante della mediante) | si b magg. => fa maggiore   | 33 – 40       |
| Parte centrale                 | Seconda frase del terzo tema       |                                     | VII (sensibile) => III (mediante)                            | fa maggiore => si b magg.   | 41 - 49       |
| Parte centrale                 | Sviluppo di transizione            |                                     | III (mediante)                                               | si b magg.                  | 49 - 53       |
| Parte centrale                 | Forma abbreviata del terzo tema    |                                     | III (mediante)                                               | si b magg.                  | 53 - 57       |
| Parte centrale                 | Ripetizione delle ultime due parti |                                     | III (mediante)                                               | si b magg.                  | 57 - 65       |
| Ripresa dei temi del Rondò     | Secondo tema                       | Tema all'unisono                    | I (tonica minore)                                            | sol minore                  | 65 - 68       |
| Ripresa dei temi del Rondò     | Secondo tema                       | Tema con accompagnamento di sestine | I (tonica minore)                                            | sol minore                  | 69 - 74       |
| Ripresa dei temi del Rondò     | Secondo tema                       | Ripetizione del tema                | III (mediante – relativa maggiore)                           | si b magg.                  | 75 - 78       |
| Ripresa dei temi del Rondò     | Primo tema                         | Breve preannuncio del tema          | I (tonica minore)                                            | sol minore                  | 79 - 81       |
| Ripresa dei temi del Rondò     | Primo tema                         | Prima frase                         | I (tonica) => V (dominante)                                  | sol maggiore => re maggiore | 81 – 85       |
| Ripresa dei temi del Rondò     | Primo tema                         | Seconda frase                       | I (tonica)                                                   | sol maggiore                | 85 - 89       |
| Ripresa dei temi del Rondò     | Primo tema                         | Codetta                             | I (tonica)                                                   | sol maggiore                | 89 - 97       |
| Sviluppo secondario            | Sviluppo del primo tema            |                                     | I (tonica)                                                   | sol maggiore                | 97 – 104      |
| Sviluppo secondario            | Sviluppo del terzo tema            | Prima frase del terzo tema          | I (tonica) => V (dominante)                                  | sol magg. => re maggiore    | 104 - 112     |
| Sviluppo secondario            | Sviluppo del terzo tema            | Seconda frase del terzo tema        | I (tonica)                                                   | sol maggiore                | 112 - 120     |
| Sviluppo secondario            | Sviluppo del terzo tema            | Sviluppo di transizione             | I (tonica)                                                   | sol maggiore                | 120 - 124     |
| Sviluppo secondario            | Sviluppo del terzo tema            | Forma abbreviata del terzo tema     | I (tonica)                                                   | sol maggiore                | 124 - 128     |
| Sviluppo secondario            | Sviluppo del terzo tema            | Ripetizione delle ultime due parti  | I (tonica)                                                   | sol maggiore                | 128 - 136     |
| Coda finale                    |                                    |                                     | I (tonica)                                                   | sol maggiore                | 136 - 165     |

### Audio
- (EN) Ascolta la sonata sul sito Pianosociety.com, su pianosociety.com.
- (EN) L'interpretazione di Daniel Veesey, su musopen.com.

### Spartiti
- (EN) Spartiti liberi di Sonata per pianoforte n. 19 (Beethoven), in International Music Score Library Project, Project Petrucci LLC.
- (EN) Spartito della sonata su Musopen.com, su musopen.com.
- (EN) Indiana University School of Music, su dlib.indiana.edu.

| Controllo di autorità | BNF (FR) cb148185149 (data) |